# 中国工农红军第三十军
中国工农红军第三十军，简称红三十军，是中国工农红军红四方面军主力部队之一。
1933年7月，红四方面军在川陕苏区立足已稳后开始扩军，原第十一师扩编为红三十军，军长余天云、政治委员李先念，下辖第八十八师，师长熊厚发（后汪烈山代）、政治委员郑维山（后王建安代）；第八十九师，师长徐世奎（后柴洪儒代）、政治委员杜义德；第九十师，师长邹洪盛、政治委员程世才。
1935年5月，红三十军根据张国焘的命令，放弃根据地开始长征。6月，红四方面军与红一方面军会师于四川懋功。会师后，红四方面军部队进行了整编，红三十军的领导也有所变动：军长程世才（代理）、政治委员李先念、参谋长李天佑（后黄鹄显代）、政治部主任李天焕，下辖第八十八师：师长熊厚发、政治委员郑维山；第八十九师：师长周烈坤、政治委员曾广泰；第九十师：师长汪乃贵。
毛儿盖会议后，红三十军随右路军北上，10月5日，张国焘另立中国共产党中央，红三十军奉命再次南下。1936年6月，红二军团和红六军团到达四川甘孜，与红四方面军会师，7月2日，红二、六军团合并为红二方面军。不久，张国焘同意率部北上。10月，红军三大主力在甘肃会宁会师。
红三十军随即奉中共中央军委之命西渡黄河。11月10日，渡河部队编成西路军，红三十军随军行动。1937年4月，西路军溃败，仅红三十军残部约800人在李先念率领下抵达新疆和甘肃交界的星星峡，被新疆军阀盛世才缴械，红三十军番号随之撤销。